# المطاحن الثالثة
شركة المطاحن الثالثة شركة سعودية تهتم ببيع منتجات الدقيق والأعلاف.

## التاريخ
إعتمد المجلس الاقتصادي الأعلى في عام 2011 م إستراتيجية تخصيص المؤسسة التي تقضي بتجميع كل عمليات تشغيل المطاحن في أربع شركات.
وفي عام 2016 م . أصدر مجلس الوزراء السعودي قراره رقم 35 باعتماد برنامج تخصيص المؤسسة العامة لصوامع الغلال ومطاحن الدقيق وإنشاء شركة المطاحن الثالثة كشركة مساهمة مغلقة مملوكة لصندوق الاستثمارات العامة.
وفي عام 2020 أٌعلن المركز الوطني للتخصيص والمؤسسة العامة للحبوب اكتمال عملية التخصيص لمستثمرين من القطاع الخاص.

## الطاقة الإنتاجية للفروع في اليوم الواحد
- مطاحن خميس مشيط 1650 طن يومياً.
- مطاحن الجموم 1200 طن يومياً.
- مطاحن الجوف 600 طن يومياً.

## المسؤولية الاجتماعية
المسؤولية الاجتماعية في شركة المطاحن الثالثة هي التزام الشركة المستمر للمجتمع استشعارا بمواطنته ومشاركته لمجتمعه كمنشئة مسؤولة" ، من خلال التحلي بالأخلاقيات المهنية العالية وعدم الاضرار بالبيئة وترشيد المقدرات الطبيعية ولعب دور ايجابي في تحقيق الأمن الغذائي، وتغطية الجوانب الاجتماعية والبيئية والاقتصادية. 

## وصلات خارجية
- الموقع الرسمي لشركة المطاحن الثالثة